# Russell W. Porter
Russell Williams Porter (* 13. Dezember 1871 in Springfield, Vermont; † 22. Februar 1949) war ein US-amerikanischer Künstler und Amateurastronom. Er nahm 1901–1902 und 1903–1905 an den Expeditionen Evelyn Baldwins und Anthony Fialas teil, die der „Backpulverkönig“ William Ziegler mit dem Ziel, den Nordpol zu erobern, nach Franz-Josef-Land schickte.
Er wird häufig als der Begründer der Bewegung der Amateur-Teleskopbauer bezeichnet. Unter anderem gründete er 1926 die Vereinigung der Amateur Telescope Maker in Springfield im US-Bundesstaat Vermont.
Nachdem er schon viele Amateurteleskope konzipiert hatte, wurde Russell W. Porter beauftragt, beim Design des 200-Zoll-Teleskops für das Mount-Palomar-Observatorium mitzuhelfen. Später arbeitete er auch an der Planung des Griffith Observatory als beratender Mitarbeiter für das Architektenteam mit.
Der Mondkrater Porter wurde nach ihm benannt. Außerdem gibt es den Krater Porter auf dem Mars, der nach ihm benannt wurde, sowie den Asteroiden (329069) Russellporter.

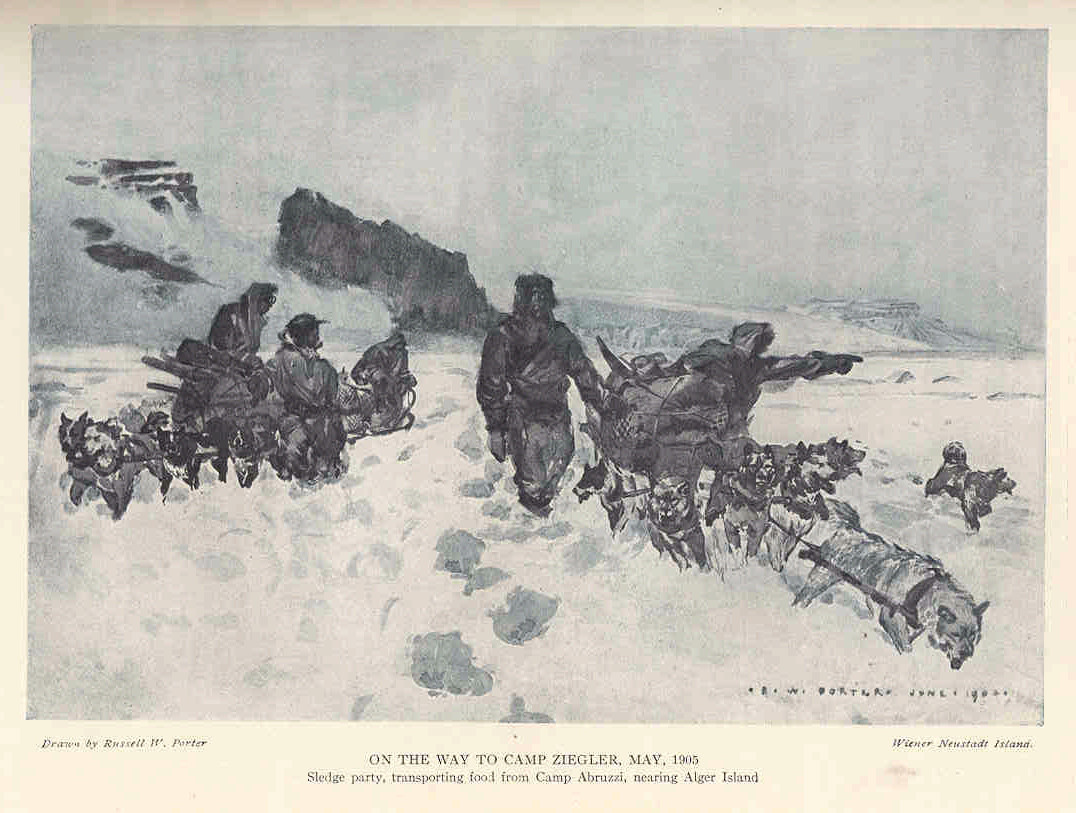
Russell W. Porter: On the Way to Camp Ziegler, May, 1905